# Alojzy Osiński
Alojzy Osiński (ur. 4 marca 1770, zm. 10 czerwca 1842 w Ołyce) – biskup sufragan łucki, bibliograf, mówca i filolog polski.

## Życiorys
Urodził się w rodzinie Jana Osińskiego h. Junosza i żony jego Barbary z d. Markowskiej jako najstarszy syn. Miał młodszego brata Ludwika.
Początkowe nauczanie zdobywał w Radomiu w kolegium pijarów i w 1784 wstąpił w Drohiczynie do tego zakonu. W 1791 rozpoczął nauczanie w szkołach zgromadzenia pijarów nauczając matematyki, fizyki i logiki. W latach 1802–1806 był prefektem w szkołach pijarskich a następnie przez kolejne 18 lat uczył literatury polskiej i łacińskiej oraz historii starożytnej w liceum Krzemienieckim.
W 1817 został mianowany kanonikiem katedry w Łucku i prałatem. W 1820 otrzymał od papieża Piusa VII tytuł towarzysza rzymskiego dworu laterańskiego oraz order złotej ostrogi. W 1824 został asesorem konsystorza oraz deputatem w Wilnie. W 1828 został doktorem teologii oraz kanonikiem w katedrze wileńskiej, w 1831 infułatem ołyckim i w 1833 rektorem wileńskiej akademii duchownej.
W 1839 został mianowany biskupem sufraganem diecezji łuckiej i osiadł w Ołyce. Był członkiem Towarzystwa Przyjaciół Nauk w Warszawie oraz Towarzystwa Naukowego Krakowskiego.

## Dorobek

### Wydrukowany
Ukazały się drukiem:
1. Nauka ojca dana synowi jadącemu do Akademii, Warszawa 1801,
2. Kazanie na pogrzebie Krystyny Radzimińskiej, 1803,
3. Słownik mitologiczny z przyłączeniem obrazo pisma (Jeonologia), Warszawa 1806— 1812, 3 tomy,
4. Kazanie na pogrzebie Michała Jerzego Wandalina Mniszcha, Warszawa 1806,
5. Mowa przy rozpoczęciu popisów rocznych miana w Gimnazyjum Wołyńskiem, Krzemieniec 1807,
6. Kazanie na pogrzebie Tomasza Lenczowskiego podkomorzego krzemienieckiego, Krzemieniec 1808,
7. Kazanie przy otwarciu nauk w Gimnazyjum Wołyńskim, Krzemieniec 1808, oraz w 1809,
8. Kazanie na obchodzie pogrzebowym Józefa Czecha', Krzemieniec 1811,
9. O życiu i pismach Ks. Skargi, Krzemieniec 1812,
10. Pochwala ks. Onufrego Kopczyńskiego, Warszawa 1817,
11. O życiu i pismach Tadeusza Czackiego, Krzemieniec 1811,
12. Kazanie na exekwiach po J. O. Ks. Czartoryskim, Warszawa 1823
13. Mowa na obchód pamiątki Fr. Scheidta, Krzemieniec 1807
14. Łza i nadzieja, dwa wyjątki z Bogactw mowy polskiej, Wilno 1835,
15. Wiadomość o biskupie Wileńskim Pawle Algimontowiczu Księciu Olszańskim, zamieszczona w Wizerunkach Nauk. Poczet nowy t. XI.

### W rękopisie
1. Żywoty Biskupów Wileńskich w 26 zeszytach,
2. Wiadomość o życiu i pismach pisarzów polskich z rozbiorem ich dziel w 20 tomach.
3. Bogactwa mowy polskiej, słownik języka polskiego zachowało się 15 tomów,
4. Obraz życia i pism ks. Jakóba Wujku z Wągrowca, z przyłączeniem, obszernej wiadomości o biblijach, psałterzach, kancyonałach rozmaitych wyznań,
5. O jezuitach w Polsce we względzie nauk z wyszczególnieniem wszystkich Jezuitów piszących po polsku i po łacinie,
6. O literaturze polskiej, łacińskiej i poezyi,
7. Opis zakładów chwalebnych, w kolegiacie Ołyckiej,
8. Związek szlachty litewskiej przeciwko Sapiehom.